# Pedro de Marsán
Pedro de Marsán, en francés Pierre de Marsan († 1163), fue un noble gascón. Fue por herencia vizconde de Marsán y a través de su mujer Beatriz conde jure uxoris de Bigorra y tenente de Tarazona en el reino de Aragón.

## Biografía
Pedro de Marsán fue hijo de Loup Anarius, vizconde de Marsán. Es por ello referido a veces como Pierre de Lobaner. 
Se casó con Beatriz la única hija del conde de Bigorra Céntulo II. A la muerte sin hijos varones de su suegro, su mujer heredó el condado de Bigorra con él como corregente. Tuvo que someter a varios vasallos levantiscos como Raimundo García, vizconde de Lavedan, cuyo castillo asedió. También sufrió la oposición de Bernardo de Comminges, cuya dinastía tenía vínculos históricos con Bigorra. Contó sin embargo con el apoyo clave del que había sido soberano de su suegro, Alfonso I de Aragón. Este intervino haciendo entrar en razón a Bernard y le confirmó en las tenencias que su suegro había tenido en Tarazona y Ágreda, al otro lado de los Pirineos.
De su gobierno en Bigorra se recuerda que, ante el temor de ataques de Bearne, autorizó a los habitantes de Vic-en-Bigorre a construir un castillo defensivo. Asimismo promovió la construcción de la abadía de Escaladieu como parada de peregrinos del Camino de Santiago. En su Marsán natal fundó la ciudad de Mont-de-Marsan en 1133 y la abadía de San Juan de La Castelle en 1140. El 7 de febrero de 1148, aparece referido junto con su esposa y su hijo en un acto de donación de una granja a favor de la Orden del Temple.
Fue sucedido por su hijo Céntulo III († 1178), como conde de Bigorra y vizconde de Marsán.